# Dem og kun de to
Dem og kun de to er en dansk kortfilm fra 2010, der er instrueret af Simone Jørgensen.

## Handling
Denne artikel mangler et handlingsreferat. Hjælp os med at skrive det.